# Aulotrachichthys atlanticus
Aulotrachichthys atlanticus är en fiskart som först beskrevs av Menezes, 1971.  Aulotrachichthys atlanticus ingår i släktet Aulotrachichthys och familjen Trachichthyidae. Inga underarter finns listade.